# Lee (Maine)
Pour les articles homonymes, voir Lee.
Lee est une ville située dans l’État américain du Maine, dans le comté de Penobscot.

## Géographie
|                    | Winn (Maine)    | Kingman (Maine)     |
| Lincoln (Maine)    | Lee             | Springfield (Maine) |
| Burlington (Maine) | Lincoln (Maine) | Lakeville (Maine)   |